# کرازون آکینو
کرازون آکینو (به انگلیسی: María Corazón Sumulong Cojuangco-Aquino) (زاده ۲۵ ژانویه ۱۹۳۳ – درگذشته ۱ اوت ۲۰۰۹)، سیاست‌مدار فیلیپینی و از سال ۱۹۸۶ تا ۱۹۹۲ رئیس‌جمهور آن کشور بود. آکینو نخستین رئیس‌جمهور زن در تاریخ قاره آسیا بود.
کرازون آکینو شهرت خود را از همسرش بنینو آکینو داشت که در اوت سال ۱۹۸۳ هنگامی که به قصد ورود به رقابت‌های انتخاباتی از مهاجرت پا به خاک کشورش گذاشت، در فرودگاه مانیل از سوی مأموران فردیناند مارکوس کشته شد. بعد از مرگ شوهرش کرازان رهبری اپوزیسیون را در دست گرفت.
در انتخابات ۱۹۸۶ فردیناند مارکوس ادعای پیروزی کرد اما کرازان با اشاره به تقلبات انجام شده از هوادارانش درخواست نافرمانی مدنی و جدا شدن از سطوح ارتش کرد. نهایتاً در ۲۵ فوریه ۱۹۸۶ مارکوس عزل شد و کرازان اکینو به ریاست جمهوری رسید
بنیگنو آکینو، رئیس‌جمهور وقت فیلیپین، فرزند کرازون و بنینو آکینو است.

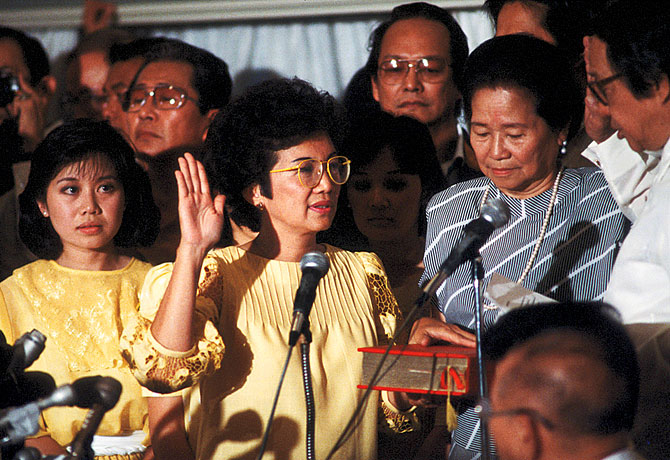
کرازان آکینو در ۲۵ فوریه ۱۹۸۶ هنگام ادای سوگند ریاست جمهوری